# Drummondville Voltigeurs
Drummondville Voltigeurs (fr. Voltigeurs de Drummondville) – juniorska drużyna hokejowa grająca w LHJMQ w konferencji zachodniej. Drużyna ma swoją siedzibę w Drummondville w Kanadzie.
- Rok założenia: 1982–1983
- Barwa: czarno-czerwono-srebrno-białe
- Trener: Dominic Ricard
- Manager: Dominic Ricard
- Hala: Centre Marcel Dionne

## Osiągnięcia
- Trophée Jean Rougeau: 2009
- Coupe du Président: 2009
- Półfinał Memorial Cup: 2009